# Famille Chamaillard
Pour les articles homonymes, voir Chamaillard (homonymie).
 (juillet 2025).
Motif : Absence de sources centrées et de personnalités
- Archive Wikiwix
- Bing
- Cairn
- DuckDuckGo
- E. Universalis
- Gallica
- Google
- G. Books
- G. News
- G. Scholar
- Persée
- Qwant
- (zh) Baidu
- (ru) Yandex
- (wd) trouver des œuvres sur Wikidata

| 1. | Préciser le motif de la pose du bandeau. | Précisez le motif de la pose du bandeau en utilisant la syntaxe suivante : {{admissibilité à vérifier\|date=juillet 2025\|motif=remplacez ce texte par le motif}}                        |
| 2. | Informer les utilisateurs concernés.     | Pensez à avertir le créateur de l'article, par exemple, en insérant le code ci-dessous sur sa page de discussion : {{subst:avertissement admissibilité à vérifier\|Famille Chamaillard}} |

La famille Chamaillard est une famille originaire de l'Anjou.

## Personnalités
- Hugues ou Guillaume Chamaillard donne, vers 1080, l'église de Bocé, près de Baugé, à l'abbaye de Marmoutier
- Un autre Payen Chamaillard fut bienfaiteur de l'abbaye cistercienne de Chaloché ;
- Les cartulaires des abbayes de Vivoin et de Champagne nous montrent la famille établie au XIIIe siècle à Saint-Christophe-du-Jambet, à Tennie ;
- Jean Chamaillard, seigneur de Montambert, Trélazé, etc., épousa l'unique héritière des aînés de la famille d'Anthenaise, Emmanuelle d'Anthenaise (vers la mi-XIIIe siècle), et cette alliance le fixa dans le Bas-Maine. La chapelle d'Anthenaise en l'abbaye de Bellebranche fut depuis l'enfeu de la famille ;
- Simon Chamaillard, fils aîné du précédent, seigneur de Montambert, Trélazé, Pirmil, Anthenaise, Bazougers, la Cantière, est connu par des actes de 1275, 1276, 1284, 1285 et mourut, d'après l'habituaire de l'abbaye aux Bonshommes d'Angers, en 1295. Sa femme, nommée Marguerite, dont l'écusson est chargé de trois annelets, était sans doute de la famille de Thévalles. Guillaume II est le probable petit-fils de Simon Chamaillard ;
- Maurice Chamaillard, probablement fils du précédent, doyen de Saint-Martin de Tours, était conseiller et maître des requêtes de Philippe VI de Valois au début de la guerre de Cent Ans. Il était également chanoine de Dol, chapelain du Plessis et de Contereya au diocèse du Mans, le 18 novembre 1316. Le 28 avril 1319, le pape Jean XXII le charge de faire pourvoir Foulques de Mathefelon, de la trésorerie d'Angers. Benoît XII lui accorde un canonicat dans l'église de Tours, à condition qu'il se démette de la sacristie d'Angers et de la cure de Miré (5 mars 1336). En 1317, il est en litige avec Geoffroy de Verneuil au sujet de la sacristie de Notre-Dame d'Angers, et le pape Jean XXII ordonne le 4 juillet 1317 de décider l'affaire sans forme de procès et sans appel (Lettres communes de Jean XXII et de Benoît XII). Le roi, confiant à plein dans ses sens, loïauté et diligence, lui donne commission, le 23 avril 1340, par lettres datées de Vincennes, d'aller ès parties de Touraine, d'Anjou et dou Maine pour requerre et pourchasier deniers, tant de prélaz et autres personnes d'Église, comme de personnes séculières, par manière de prest et autrement. Cette commission fut sans doute permanente ou souvent renouvelée, même sous le règne suivant de Jean II le Bon, car Chamaillard prélève plusieurs fois des sommes plus ou moins fortes sur la caisse du receveur d'Anjou et du Maine. Le 9 septembre 1351, en compagnie du vicomte de Melun, d'Amaury IV de Craon, de Brient de Montjean, de Jean de Lille, il prend à la monnaie d'Angers 2 000 # pour convertir au paiement des gens d'armes que nous menons, disent-ils, et faisons aller à Varades. Le chanoine de Saint-Martin de Tours qui, malgré son titre, habitait probablement à Angers, y fut inhumé dans la chapelle des Cordeliers, devant l'autel Saint-Laurent, en 1379 ;
- Guillaume II Chamaillard (v.1320 -v.1391), fils de Guillaume Ier (probable fils de Simon et frère de Maurice), épouse vers 1340 Marie de Beaumont-Brienne, fille de Jean II de Beaumont-Brienne et d'Isabeau d'Harcourt (cf. les articles Vicomtes du Maine et Ste-Suzanne).
- Marie Chamaillard (v.1345-1425), fille du précédent et unique héritière des Chamaillard, fut épousée, le 20 octobre 1371, par Pierre II de Valois, comte d'Alençon : ils sont dans les ancêtres d'Henri IV.

## Source
« Famille Chamaillard », dans Alphonse-Victor Angot et Ferdinand Gaugain, Dictionnaire historique, topographique et biographique de la Mayenne, Laval, A. Goupil, 1900-1910 [détail des éditions] (BNF 34106789, présentation en ligne)